# Сьверкоцин (Вармінсько-Мазурське воєводство)
Сьверкоцин (пол. Świerkocin, нім. Schwirgstein) — село в Польщі, у гміні Ольштинек Ольштинського повіту Вармінсько-Мазурського воєводства.
Населення — 69 осіб (2011).

## Демографія
Демографічна структура станом на 31 березня 2011 року:
|          | Загалом | Допрацездатний вік | Працездатний вік | Постпрацездатний вік |
| -------- | ------- | ------------------ | ---------------- | -------------------- |
| Чоловіки | 35      | 8                  | 25               | 2                    |
| Жінки    | 34      | 4                  | 25               | 5                    |
| Разом    | 69      | 12                 | 50               | 7                    |